# ハンス・エッピンガー
ハンス・エッピンガー・ジュニオール（Hans Eppinger junior、1879年1月5日 - 1946年9月25日）は、オーストリアの医師である。ナチスの強制収容所の収容者に対し人体実験を行った。

## 若年期
エッピンガーは、オーストリア＝ハンガリー帝国統治下のボヘミア王国のプラハのユダヤ人の家庭で1879年1月5日に生まれた。父のハンス・エッピンガー・ゼニオール（1848-1916）も医師で、その父はブラウナウ（現 ブロウモフ）の公証人ハインリヒ・エッピンガー（1813-1868）である。
エッピンガーはグラーツとストラスブールで教育を受けた。1903年、グラーツで医師になり、診療所に勤務した。1908年にウィーンに移り、1909年には内科、特に肝臓の専門医となった。1918年に教授になり、1926年にはフライブルクで、1930年にはケルンで教鞭をとった。1936年にはモスクワでヨシフ・スターリンを治療した。その翌年にはルーマニア王妃マリアの治療を行った。
1938年3月のアンシュルスの前の数週間、エッピンガーの家はウィーン大学の「ナチ学生細胞」の拠点となっていた。同大学の教授のヴィルヘルム・ファルタやハンス・スピッツィの家も同様だった。同年5月28日、エッピンガーは正式に国民社会主義ドイツ労働者党（ナチス）への入党を申請し、5月1日に遡って入党が認められた。エッピンガーの助手や上級医師は、「ほぼ例外なく」親衛隊(SS)や突撃隊(SA)の将校だった。

## ダッハウ強制収容所での人体実験

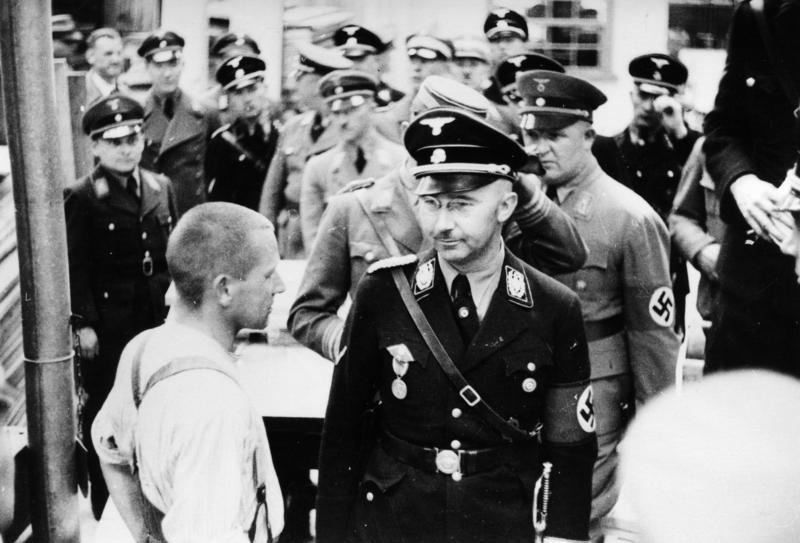
ダッハウ強制収容所を視察するハインリヒ・ヒムラー（画面中央）（1936年5月8日）

第二次世界大戦中、エッピンガーはヴィルヘルム・バイグルベックとともに、ダッハウ強制収容所において収容者を対象に人体実験を行った。この実験は、捕虜として同収容所に収容されていた90人のロマに対し、海水のみを与えるというものだった。この実験の目的は、海上で遭難したナチス空軍のパイロットがどれだけ生き延びられるかを確かめることだった。被検者は、純粋な海水、塩味を弱めた海水、塩分を弱めた海水を与えるグループ、および全く水を与えないグループの4つのグループに分けられた。海水により被験者は酷い脱水症状に陥り、腎臓、腸、肝臓が機能しなくなった。被検者は極度の喉の乾きを覚え、痙攣やせん妄を起こした。少しでも真水を摂ろうとして、モップ掛けした床を舐める者もいた。

## 自殺
侵攻したソ連軍にオーストリアが降伏した後、エッピンガーは大学への立入りを禁止された。エッピンガーは人道に対する罪でニュルンベルクでの医者裁判を受けることになったが、裁判が始まる約1か月前の1946年9月25日に服毒自殺した。

## 賞と栄誉
以下のものはエッピンガーに因んで名付けられた。
- Cauchois-Eppinger-Frugoni症候群（門脈血栓症（英語版）(PVT)に改称）
- エッピンガーのクモ状母斑（クモ状血管腫）

1973年より、フライブルク・フォーク財団が肝臓研究に対する顕著な貢献をした者に対するエッピンガー賞を授与していた。しかし、1984年にエッピンガーがダッハウでしていたことが広く知られるようになり、この賞は廃止された。
1976年、国際天文学連合(IAU)は、月のクレーターユークリッドDを、エッピンガーに因んで「エッピンガー」に改称した。しかし、2002年にナチスとエッピンガーとの関わりが指摘され、元の「ユークリッドD」に戻された。